# 山口駅 (山口県)
山口駅（やまぐちえき）は、山口県山口市惣太夫町にある、西日本旅客鉄道（JR西日本）山口線の駅。

## 概要
山口県庁および山口市役所の最寄駅である。時刻表上の表記では山口県・山口市の代表駅という扱いになっており、山口市街地への玄関口となる駅である。ただし、都道府県庁所在地のJR代表駅としては乗降人員数が最も少なく、山口県内外の広範囲連絡輸送の要として実質的に機能しているのは山陽新幹線・山陽本線・宇部線と接続する新山口駅となっている。地方交通線上に存在する唯一の県の代表駅である。
山口線の駅としては運行上の拠点駅の1つである。新山口方面からの快速・普通列車の一部がこの駅で折返し、益田方面からの普通列車も一部は当駅で系統分断となる。
県庁所在地代表の駅では、数少ない非電化駅、かつみどりの窓口が廃止された 駅である。2023年4月1日から乗車券機能に限って湯田温泉駅及び新山口駅（以遠）との間でICOCAが利用可能となった。

## 歴史
山口線開通前の1908年 - 1913年には、大日本軌道山口支社の軽便鉄道が小郡駅 - 当駅間を結んでいた。

### 年表
- 1913年（大正2年）2月20日：鉄道院山口線の終着駅として開設[1][2]。
  - 当時の所在地表示は山口県吉敷郡山口町上宇野令であった[2]。
  - 当時、佐賀県杵島郡山口村（現・江北町）に「山口駅」が存在していたが、同駅を「肥前山口駅」（2022年9月23日より江北駅）と改称して重複を避けた[注 3]。
- 1917年（大正6年）7月1日：山口線当駅 - 篠目駅間延伸[1]、途中駅となる[1]。
- 1968年（昭和43年）5月1日：住居表示実施に伴い、所在地表記が山口市惣太夫町となる[12]。
- 1974年（昭和49年）4月1日：みどりの窓口営業開始[13][14]。
- 1978年（昭和53年）4月10日：現駅舎完成[15][16]。駅舎改築落成記念急行券発売。
- 1984年（昭和59年）1月1日：貨物取扱廃止[2]。
- 1986年（昭和61年）4月1日：荷物扱い廃止[2]。
- 1987年（昭和62年）4月1日：国鉄分割民営化に伴い、JR西日本の駅となる[2][17]。
- 2017年（平成29年）3月：駅構内に「セブン-イレブンおみやげ街道山口店」が開店[18]。
- 2021年（令和3年）
  - 11月30日：みどりの窓口営業終了[19]。
  - 12月1日：みどりの券売機プラス導入[19]。
- 2022年（令和4年）6月：新山口管理駅長直轄となり、当駅駅長廃止[20]。
- 2023年（令和5年）
  - 4月1日：山口線新山口方面でICカード「ICOCA」の一部サービスが利用可能となる[8][9]。
  - 9月29日：駅構内の売店「セブン-イレブンおみやげ街道山口店」が閉店[18]。

## 駅構造
単式・島式ホーム複合型2面3線で、列車交換や折返し可能な地上駅。新山口駅管理の直営駅で、みどりの券売機プラスが設置されている。1・2番線が島式で、改札口（駅舎）に近い側が3番線となる。益田方に両ホームを結ぶ跨線橋（エレベーター併設）が設置されている。
2017年3月にコンビニエンスストア機能を併せ持つ売店「セブン-イレブンおみやげ街道山口店」が開店したが、利用者の減少により2023年9月29日で閉店。また、それと同時期にコインロッカーも撤去されたが、コインロッカーについては2024年3月18日に改札横に再設置された（中国JRバスが設置・管理）。
山口駅の改札外トイレについては、2024年6月14日付でJR西日本から山口市に無償譲渡され、6月から7月にかけて改修工事を行い洋式化されることになった。

### のりば
| のりば  | 路線    | 方向 | 行先                         |
| ------- | ------- | ---- | ---------------------------- |
| 1・2・3 | ■山口線 | 上り | 新山口方面                   |
| 1・2・3 | ■山口線 | 下り | 津和野・益田・米子・鳥取方面 |

付記事項
- 3線共に益田方面及び新山口方面への両方向への発車に対応しているが、1番線（上り本線）へは益田方面からしか入線出来ず、3番線（下り本線）も新山口方面からしか入線出来ない。よって、1番線からの下り列車、3番線からの上り列車は全て当駅始発列車である。2番線（中線）のみ両方向からの入線に対応している。但し、「特急スーパーおき」や「SLやまぐち号」は3番線から入線している。
- 車両夜間留置が設定されている。

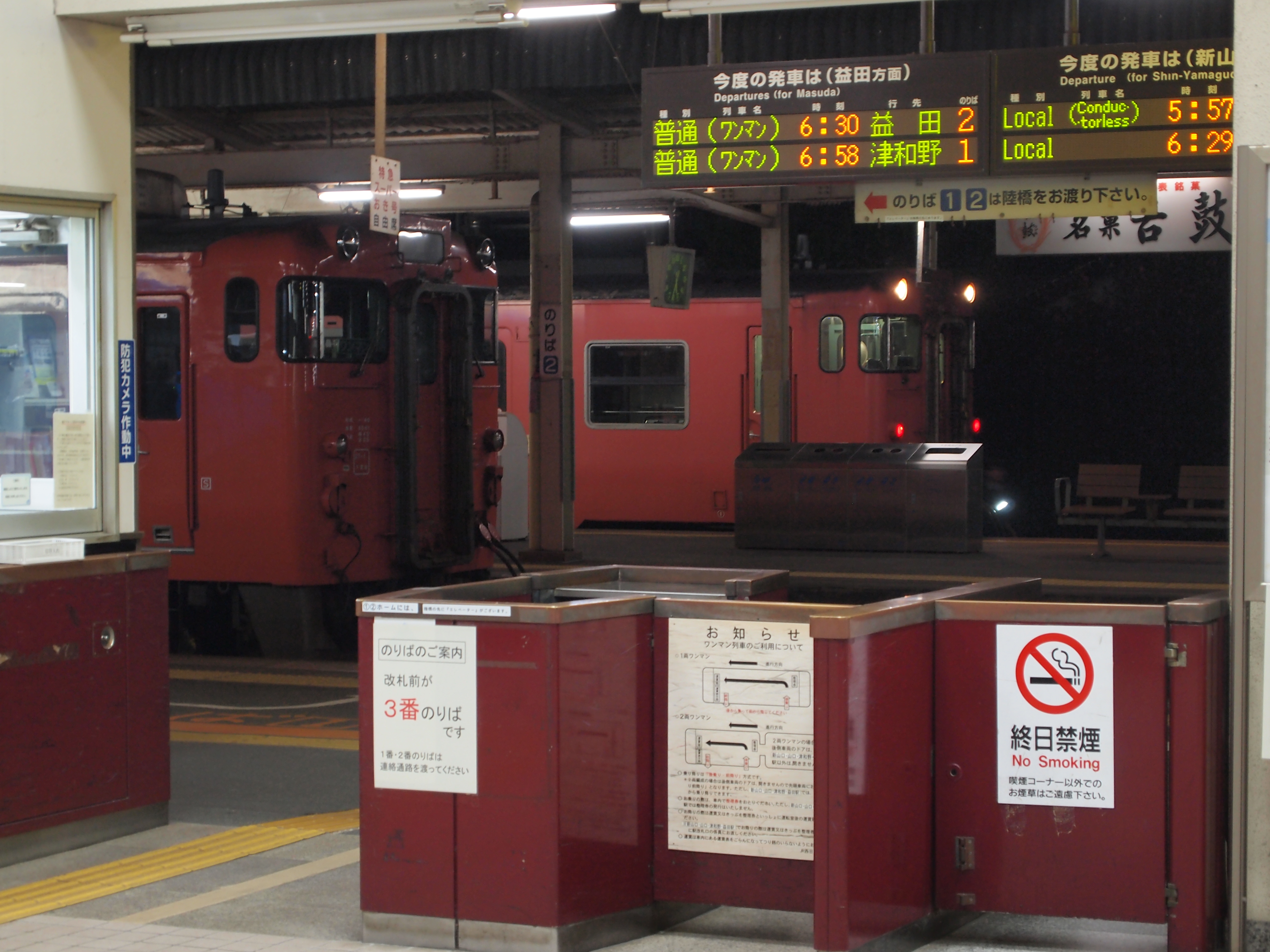
改札口（2015年12月）
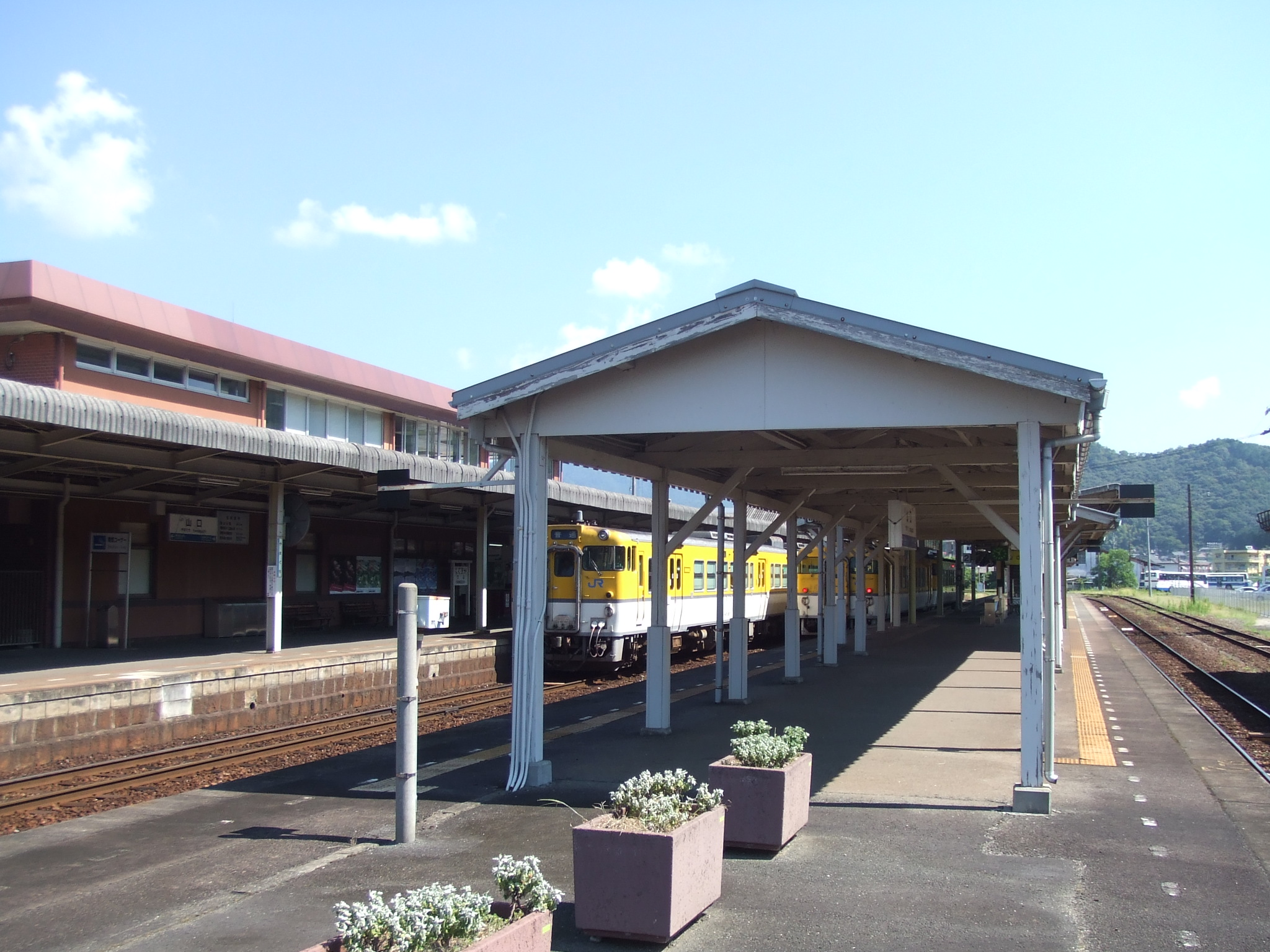
構内（2007年8月）
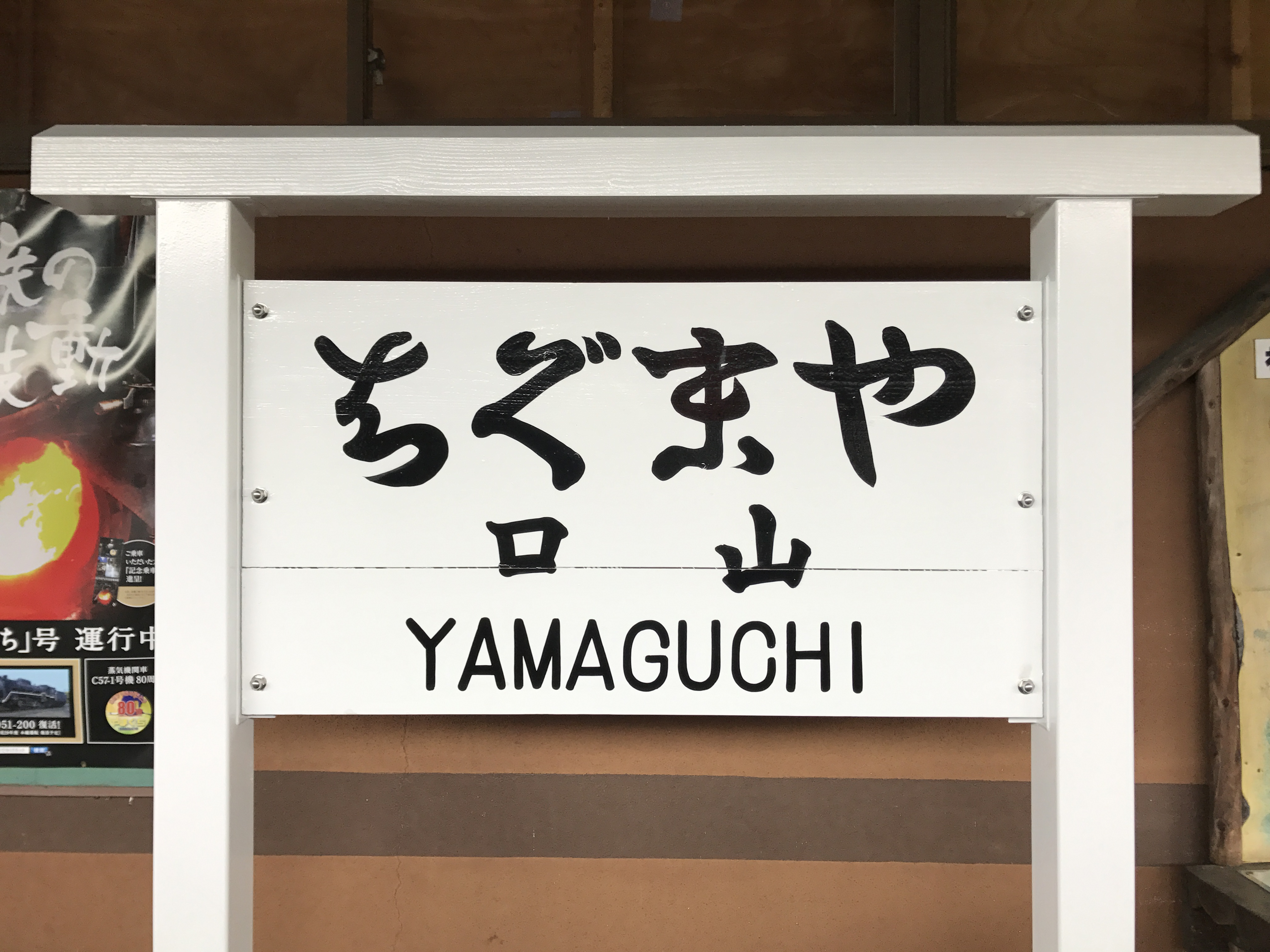
観光用駅名標（2017年4月）

## 利用状況
近年の1日平均乗車人員の推移は以下の通り。山口県内では長府駅に次いで第14位で、山口線の中間駅では最多である。山口市の代表駅であるが、乗車人員数では防府駅・幡生駅・下松駅・光駅・小月駅・柳井駅・宇部駅よりも少ない。
| 乗車人員推移 | 乗車人員推移 | 乗車人員推移 |
| 年度         | 1日平均人数  | 備考         |
| ------------ | ------------ | ------------ |
| 1992         | 2,323        | [ 26 ]       |
| 1999         | 2,126        |              |
| 2000         | 2,015        |              |
| 2001         | 2,016        |              |
| 2002         | 1,948        |              |
| 2003         | 2,060        |              |
| 2004         | 2,018        |              |
| 2005         | 1,876        |              |
| 2006         | 1,759        |              |
| 2007         | 1,670        |              |
| 2008         | 1,692        |              |
| 2009         | 1,621        |              |
| 2010         | 1,579        |              |
| 2011         | 1,623        |              |
| 2012         | 1,614        |              |
| 2013         | 1,656        |              |
| 2014         | 1,585        |              |
| 2015         | 1,696        |              |
| 2016         | 1,676        |              |
| 2017         | 1,695        |              |
| 2018         | 1,713        |              |
| 2019         | 1,689        |              |
| 2020         | 1,457        |              |
| 2021         | 1,406        |              |
| 2022         | 1,464        |              |
| 2023         | 1,475        |              |

## 駅弁
2004年（平成16年）7月、山口駅において20年ぶりに駅弁販売が再開された。
販売された駅弁は「薩長同盟弁当」で、土曜・日曜および祝日のみ限定販売。2004年に放映されたNHK大河ドラマ『新選組!』に関連したものである。山口が薩長同盟の下準備および薩長同盟締結後の更なる提携強化のための重要な裏舞台となっていたことによるもので、薩摩鹿児島産の豚（味噌とんかつ）・山口特産の長州鶏（焼き鳥）・竹の子の土佐煮（薩長同盟の礎を築いた中岡慎太郎や坂本龍馬の出身地・土佐にちなんだもの）とを組み合わせている。
なお、1987年4月1日時点では、津和野駅と同じラインナップで駅弁が発売されていた。

## 駅周辺
駅出入口は北側にしかない。これは駅南側を椹野川が流れ、川の対岸には山が迫っているという地形的制約により、商業施設や住宅等の立地が困難なためである（数少ない平地部に明治乳業山口工場があったが、2001年3月に広島工場に統合されている）。駅前を県道山口秋穂線・県道宮野上山口停車場線が通過している。
行政機関・公共施設
- 農林水産省中国四国農政局山口農政事務所
- 山口県庁（約2km）
- 山口市役所（約1km）
- 山口県立美術館
- 山口県立山口博物館
- 山口県立山口図書館・山口県文書館
- 山口市民会館
- 山口情報芸術センター
- 山口地方裁判所

名所・名跡
- 瑠璃光寺（香山公園、幕末時の長州藩主・毛利敬親墓所）
- 洞春寺、のむら美術館
- 亀山公園
  - 山口サビエル記念聖堂
- 山口大神宮
- 木戸神社（木戸孝允が祭神となっている）
- 豊榮神社・野田神社
- 山口市中心商店街（道場門前商店街・中市商店街）

その他
- 山口中央郵便局
  - ゆうちょ銀行山口店
- 山口中市郵便局
- 山口中讃井郵便局
- NHK山口放送局
- KRY山口放送山口支社
- TYSテレビ山口本社
- YAB山口朝日放送本社
- FM山口本社
- 中国JRバス山口支店
- サンデン観光バス山口営業所
- 中村女子高等学校
- 済生会山口総合病院
- 御堀堂本店
- 山口県立山口中央高等学校
- 山口銀行山口支店

## バス路線
自動車駅として中国JRバス（実際の業務は西日本バスネットサービスに委託）の乗車券発売窓口（8時20分 - 17時55分、途中休憩有）がある。JRバスの乗車券・定期券の他、防長交通の定期券、共通バスカードを取りう。防長交通高速バスは中心市街地近くの米屋町バス停に停車し、山口駅前は通過する。また、防長交通山口市内線の過半数は中心部の県道宮野大歳線等を通る。
- 中国JRバス
  - 防長線（ゆめタウン山口・防府駅方面、山口大学・萩・秋芳洞方面）
  - 福岡・山口ライナー（天神・博多バスターミナル行）※JR九州バスと共同運行
- 防長交通
  - 防府駅・徳山駅（快速便）、県庁・陸上競技場前、大内経由仁保
- 山口市コミュニティバス（吉敷・湯田ルート、大内ルート）

## 隣の駅
※特急「スーパーおき」・臨時快速「SLやまぐち号」の隣の停車駅は各列車記事を参照のこと。
西日本旅客鉄道（JR西日本）
■山口線
湯田温泉駅 - 山口駅 - 上山口駅